# ألكساندرا كيري
ألكساندرا كيري (بالإنجليزية: Alexandra Kerry)‏ هي مخرجة وممثلة أمريكية، ولدت في 5 سبتمبر 1973 في كونكورد في الولايات المتحدة.

## وصلات خارجية
- ألكساندرا كيري على موقع IMDb (الإنجليزية)
- ألكساندرا كيري على موقع ألو سيني (الفرنسية)
- ألكساندرا كيري على موقع أول موفي (الإنجليزية)
- ألكساندرا كيري على موقع قاعدة بيانات الفيلم (الإنجليزية)
- ألكساندرا كيري على موقع كينوبويسك (الروسية)